# Pop roquer
El pop roquer o pop ver (Octopus vulgaris) és una espècie de mol·lusc cefalòpode de l'ordre dels octòpodes. La seva distribució natural va des del mar Mediterrani i les costes del sud d'Anglaterra fins al Senegal. N'hi ha a les Açores, illes Canàries, i illes de Cap Verd. Cada any se'n pesquen unes 20.000 tones.

## Característiques

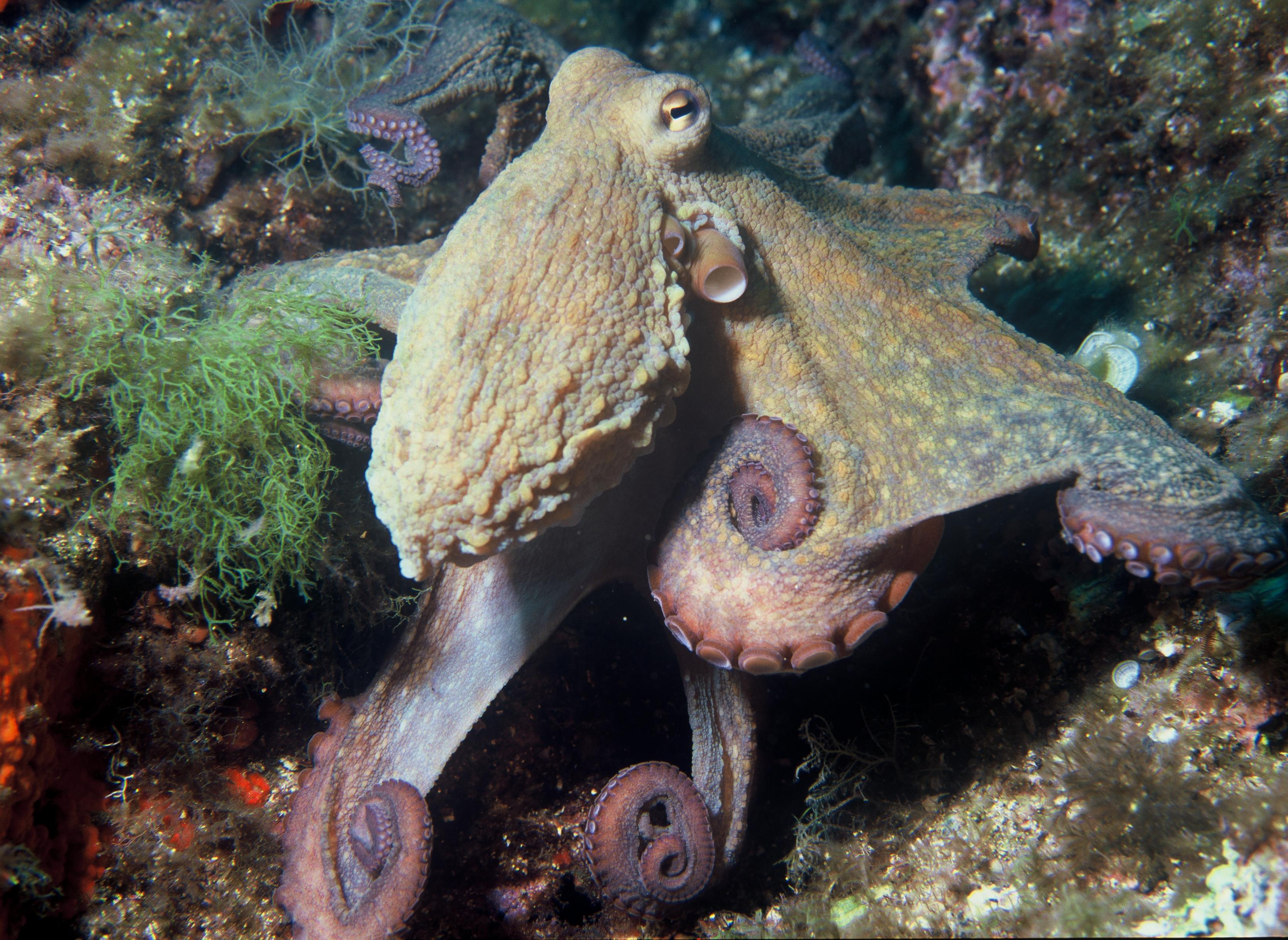
Octopus vulgaris de la Mediterrània

El mantell fa fins a 25 cm de llargada i amb els braços un total d'1 metre. S'alimenta principalment de crancs i mol·lusc bivalves, però menja gairebé qualsevol animal que pugui capturar, incloent-hi de la seua pròpia espècie. Pot canviar de color. Com els pops en general, són animals relativament intel·ligents.